# Zdzisław Kiełbowicz
Zdzisław Kiełbowicz – polski weterynarz, dr hab. nauk weterynaryjnych, profesor i kierownik Katedry i Kliniki Chirurgii Wydziału Medycyny Weterynaryjnej Uniwersytetu Przyrodniczego we Wrocławiu.

## Życiorys
W 1979 ukończył studia weterynaryjne w Akademii Rolniczej we Wrocławiu, 27 września 1988 obronił pracę doktorską, 23 października 2008 habilitował się na podstawie rozprawy zatytułowanej Badania nad możliwościami transplantacji nabłonka tylnego rogówki kotów. 29 stycznia 2018  nadano mu tytuł profesora w zakresie nauk weterynaryjnych.
Jest profesorem i kierownikiem w Katedrze i Klinice Chirurgii na Wydziale Medycyny Weterynaryjnej Uniwersytetu Przyrodniczego we Wrocławiu.